# Complejo kárstico del monte de La Garma
El complejo kárstico del monte de La Garma, también conocido simplemente como cueva de La Garma, situado entre Omoño, en el municipio de Ribamontán al Monte, y Carriazo, en el municipio de Ribamontán al Mar (Cantabria, España), contiene importantes conjuntos de arte rupestre paleolítico con figuras de animales pintadas, grabadas, signos y manos en negativo de color rojo. Está incluida en la lista del Patrimonio de la Humanidad de la Unesco desde julio de 2008, dentro del conjunto «Cueva de Altamira y arte rupestre paleolítico de la cornisa cantábrica».

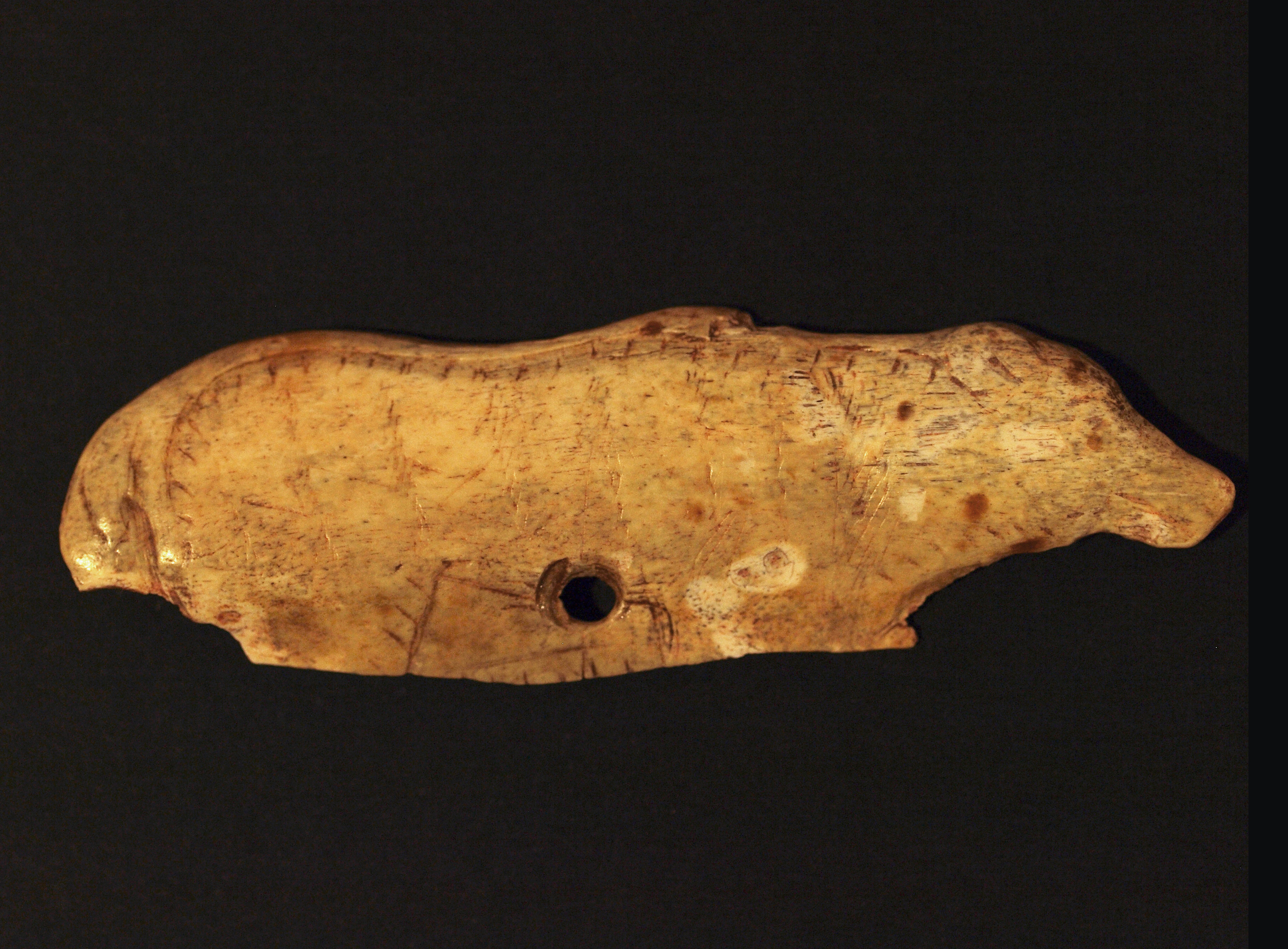
Oso grabado en una costilla, Magdaleniense Medio

También contiene un gran yacimiento del paleolítico superior avanzado, en excelente estado de conservación, encontrándose los restos paleolíticos en superficie, conjuntos de carbones en el suelo, esqueletos humanos, así como restos de interés paleontológico (oso de las cavernas). 
En un nivel superior hay cerámicas alto medievales, enterramientos humanos de la prehistoria reciente, así como un depósito estratificado desde el paleolítico superior al mesolitico. 
Un nivel sepulcral de la prehistoria reciente con abundantes cerámicas a mano, microlitos geométricos y marcas negras en las paredes.